# Magalas
Magalas este o comună în departamentul Hérault din sudul Franței. În 2009 avea o populație de 2.835 de locuitori.

## Evoluția populației
| An        | 1975  | 1982  | 1990  | 1999  | 2006  | 2009  |
| --------- | ----- | ----- | ----- | ----- | ----- | ----- |
| Populație | 1.597 | 1.604 | 1.699 | 1.827 | 2.489 | 2.835 |